# Adelheid von Anhalt-Bernburg-Schaumburg-Hoym

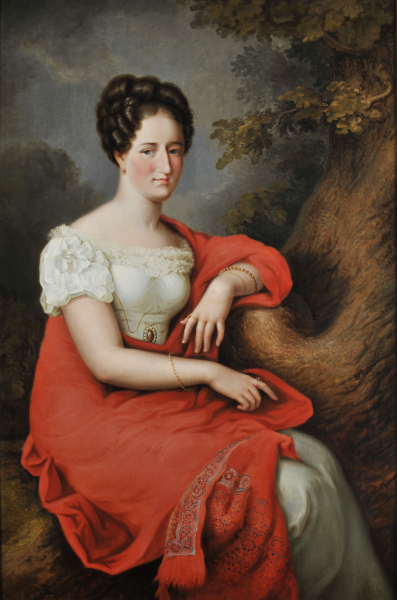
Erbprinzessin Adelheid von Oldenburg

Adelheid von Anhalt-Bernburg-Schaumburg-Hoym (* 23. Februar 1800 in Hoym; † 13. September 1820 in Oldenburg) war eine Prinzessin von Anhalt-Bernburg-Schaumburg-Hoym und durch Heirat Erbprinzessin zu Lübeck und Prinzessin zu Holstein-Oldenburg.

## Leben
Adelheid war eine der vier Töchter des Fürsten Victor II. von Anhalt-Bernburg-Schaumburg-Hoym (1767–1812) aus dessen Ehe mit Amalie (1776–1841), Tochter des Fürsten Karl Christian von Nassau-Weilburg. Sie wuchs gemeinsam mit ihren Schwestern im anhaltischen Hoym auf und wurde sorgfältig ausgebildet.
Sie heiratete am 24. Juli 1817 im Schloss Schaumburg den nachmaligen Großherzog August von Oldenburg (1783–1853). Die Ehe wurde als glücklich beschrieben, doch Adelheid starb bereits drei Jahre nach der Eheschließung im Kindbett. Sie ist im Großherzoglichen Mausoleum auf dem Gertrudenfriedhof in Oldenburg beigesetzt. Ihr Witwer August, der neun Jahre danach Großherzog von Oldenburg wurde, ehelichte fünf Jahre nach Adelheids Tod deren Schwester Ida.

## Nachkommen
Aus ihrer Ehe hatte Adelheid zwei Töchter:
- Amalie (1818–1875)

⚭ 1836 Otto von Bayern, König von Griechenland (1815–1867)
- Friederike (1820–1891)

⚭ 1855 Freiherr Maximilian Emanuel von Washington (1829–1903)